# Naomichi Ueda
Naomichi Ueda (植田 直通 Ueda Naomichi?,  Uto, Kumamoto, 24 de octubre de 1994) es un futbolista japonés que juega de defensa en el Kashima Antlers de la J1 League.

## Carrera

### Clubes
Ueda hizo su debut en Primera División jugando para Kashima Antlers en la Copa J. League el 23 de marzo de 2013 ante F.C. Tokyo; en este partido jugó los 90 minutos, pero Kashima perdió 4-2.

### Selección nacional
Ueda fue parte de la selección sub-17 de Japón que participó en la Copa Mundial de Fútbol Sub-17 de 2011, en la que disputó los cinco partidos de Japón durante el torneo, ya que el equipo llegó hasta los cuartos de final. También anotó un gol contra la Argentina, en que encontró la red en el minuto 20, mientras Japón ganaba el partido por 3-1.
Después de reemplazar a Atsuto Uchida (lesionado) y formar parte del equipo de la Copa Asiática 2015 bajo la dirección técnica de Javier Aguirre, el 7 de mayo de 2015 el entrenador de Japón, Vahid Halilhodžić, lo llamó para un campo de entrenamiento de dos días.

## Trayectoria

### Clubes
| Club                     | País    | Año       |
| ------------------------ | ------- | --------- |
| Kashima Antlers          | Japón   | 2013-2018 |
| J.League Sub-22 (cesión) | Japón   | 2014-2015 |
| Círculo de Brujas        | Bélgica | 2018-2021 |
| Nîmes Olympique (cesión) | Francia | 2021      |
| Nîmes Olympique          | Francia | 2021-2022 |
| Kashima Antlers          | Japón   | 2023-     |

### Selección nacional
| Selección | País  | Año       |
| --------- | ----- | --------- |
| Sub-17    | Japón | 2010-2011 |
| Sub-20    | Japón | 2012-2013 |
| Sub-23    | Japón | 2014-2016 |
| Absoluta  | Japón | 2017-2022 |

## Estadísticas

### Participaciones en Juegos Olímpicos
| Juegos Olímpicos         | Sede           | Resultado    | Partidos | Goles |
| ------------------------ | -------------- | ------------ | -------- | ----- |
| Juegos Olímpicos de 2016 | Río de Janeiro | Primera fase | 3        | 0     |

## Palmarés

### Títulos nacionales
| Título             | Club            | País  | Año  |
| ------------------ | --------------- | ----- | ---- |
| Copa J. League     | Kashima Antlers | Japón | 2015 |
| J1 League          | Kashima Antlers | Japón | 2016 |
| Copa del Emperador | Kashima Antlers | Japón | 2016 |
| Supercopa de Japón | Kashima Antlers | Japón | 2017 |

### Títulos internacionales
| Título                                   | Club (*)                  | Sede          | Año  |
| ---------------------------------------- | ------------------------- | ------------- | ---- |
| Copa Internacional de Fútbol Juvenil SBS | Selección sub-19 de Japón | Shizuoka      | 2012 |
| Copa Suruga Bank                         | Kashima Antlers           | Japón         | 2013 |
| Campeonato Sub-23 de la AFC              | Selección sub-23 de Japón | Catar         | 2016 |
| Campeonato de Fútbol de Asia Oriental    | Selección de Japón        | Corea del Sur | 2025 |

(*) Incluyendo la selección.